# Helen Humes
Helen Humes (Louisville, 1913. június 23. – Santa Monica, 1981. szeptember 9. vagy 1981. szeptember 13.) amerikai bluesénekesnő.

## Pályakép
Helen Humes szüleitől örökölte tehetségét, akikkel a templomukban gyakran duettben énekeltek. Már 1927-ben Sylvester Weaver mellett énekelt. 1937-ben Albanyba költözött és Harry James big bandjének énekese lett. Velük rögzítette a Jubilee, az I Can Dream Can't I és a That's The Dreamer In Me számokat is. Az 1930-as évek végén dolgozott Count Basie-vel, (a big band vezetőjével) aki a Cincinnati Cotton Clubban fedezte fel őt. Count Basie meghívta, hogy Billie Holiday utódja legyen a zenekarban. Ebből az időszakból az egyik legnagyobb slágerük a Between The Devil And The Deep Blue Sea volt.
Az 1940-es, -50-es években Kaliforniában különböző zenekarokkal, blueszenészekkel dolgozott, köztük például Nat King Cole-lal. Egyik sikere ebből az időszakból a Be Baba Leba. Ez a dal a 7. helyezést érte el a Race Records listáján. 1950-ben Humes elénekelte Benny Carter Rock Me to Sleep című számát, ami áthidalt egy szakadékot a Big Band Jazz Swing és a Rhythm and blues között.
Amikor Hume édesanyja 1973-ban meghalt, eladta az összes lemezét és a zongoráját, és nem akart többé énekelni. Aztán Stanley Dance, zenekritikus rávette, hogy Count Basie-vel együtt lépjen fel az 1973-as Newport Jazz Festivalon.
Az 1974-es Montreux-i Jazz Fesztiválon egy all-star zenekarral és Jay McShannel duóban lépett fel. De csak a hetvenes évek végén folytatta igazán pályafutását, például a New York-i Cookery dzsesszklubban való megjelenésével.
Egy ideig Hawaiin és Ausztráliában élt, mielőtt a kaliforniai Santa Monicába költözött, ahol 1981-ben halt meg.

## Albumok
- Helen Humes (1960)
- Swingin' with Humes (1961)
- Songs I Like to Sing! (1961)
- Helen Comes Back (1973)
- The Incomparable Helen Humes with Connie Berry & Her Jazz Hounds (1974)
- Midsummer Night's Songs with Red Norvo (1974)
- On the Sunny Side of the Street (B1975)
- The Talk of the Town (1975)
- Helen Humes and the Muse All Stars [live] (1978; 1980)
- Sneakin' Around (1978)
- Let the Good Times Roll (1980)
- Helen Humes with Connie Berry Trio (1980)
- Helen (1981)
- E-Baba-Le-Ba: The Rhythm and Blues Years (1986)
- New Million Dollar Secret (1987)
- Complete 1927-1950 Studio Recordings; 3-CD

### Count Basie Orchestra
- The Original American Decca Recordings

## Díjak
- 1973: Hot Club of France Award for Best Album of 1973
- 1975, 1977: Key to the City of Louisville

## Fordítás
Ez a szócikk részben vagy egészben  a   Helen Humes című német Wikipédia-szócikk ezen változatának fordításán alapul.  Az eredeti cikk szerkesztőit annak laptörténete sorolja fel. Ez a jelzés csupán a megfogalmazás eredetét és a szerzői jogokat jelzi, nem szolgál a cikkben szereplő információk forrásmegjelöléseként.